# Sasa kurilensis
Sasa kurilensis es una especie de bambú, originaria del este de Asia.  

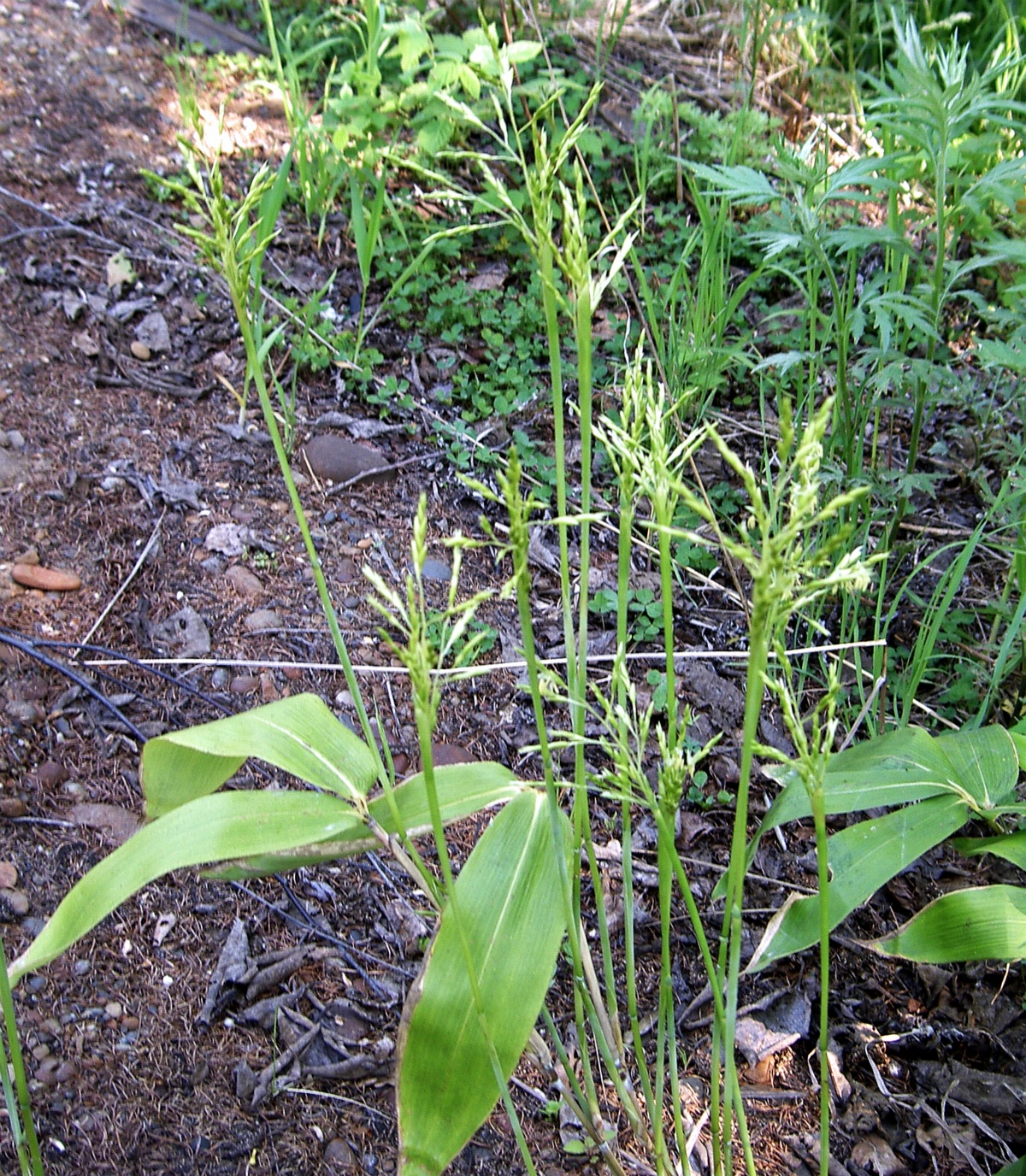
Vista de la planta

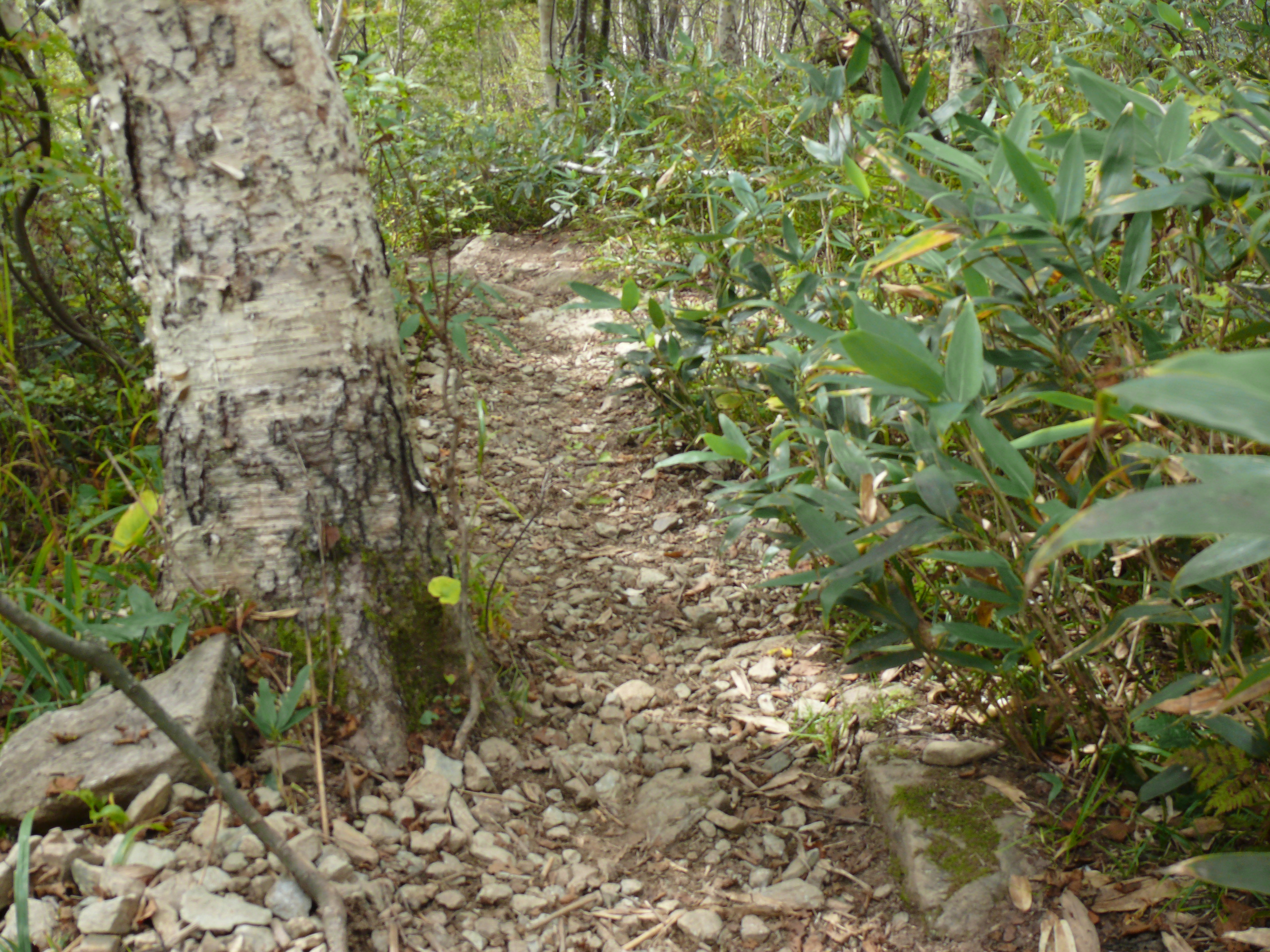
En su hábitat

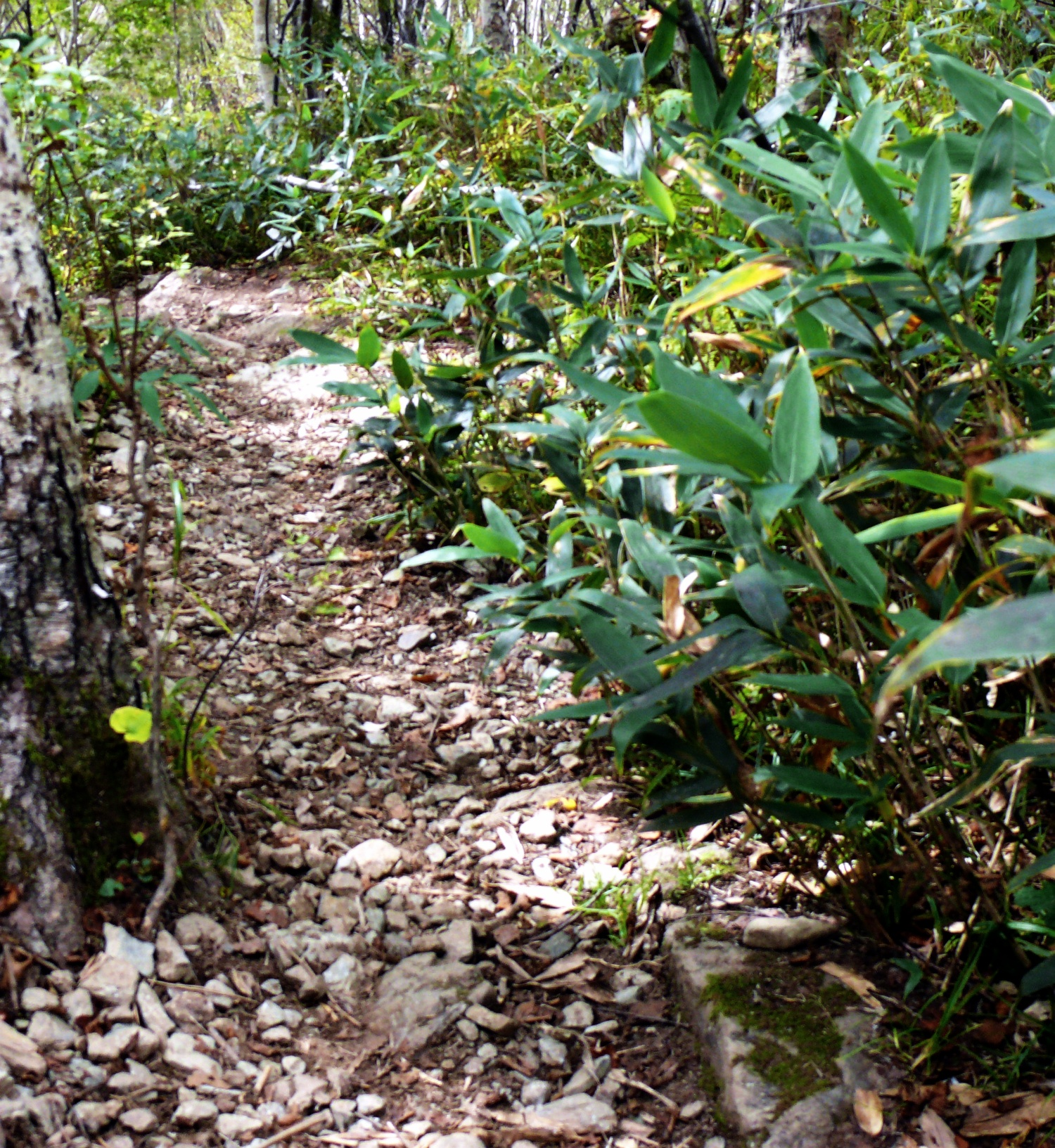
Vista de la planta

## Descripción
Se trata del bambú que se encuentra más al norte. Su nombre procede de las islas Kuriles (Extremo Oriente Ruso), aunque también crece en Corea y en la isla de Sajalín (Rusia), haciendo esto que sea la única especie rusa de bambú. Los brotes tiernos son una comida tan popular en Japón que hay que tener una licencia especial para cosecharla. El tronco se aprovecha para la confección de papel grueso y cartón.

## Características
Es una planta perenne que crece en bosques espesos. Tiene una altura media de 1,8 metros, aunque puede llegar a  los tres. Las hojas miden unos 25 centímetros, con una anchura de 8 cm. Florece de forma esporádica, con intervalos de muchos años.
Resiste el frío hasta los -20 °C .

## Taxonomía
Sasa kurilensis fue descrita por (Rupr.) Makino & Shibata y publicado en Botanical Magazine 15(168): 27. 1901.
Etimología
Sasa: nombre genérico que proviene del nombre japonés para un pequeño bambú.
kurilensis: epíteto geográfico que alude a su localización en las Islas Kuriles.
Sinonimia
- Arundarbor kurilensis (Rupr.) Kuntze
- Arundinaria kurilensis Rupr.
- Arundinaria kurilensis var. genuina F. Schmidt
- Arundinaria sasakiana var. viridis Nakai	S
- Arundinaria yasaburoana Koidz.
- Bambusa kurilensis (Rupr.) Miyabe
- Bambusa kurilensis (Rupr.) Hack.
- Nipponobambusa koidzumii (Makino ex Koidz.) Muroi
- Pseudosasa kurilensis (Rupr.) Makino
- Pseudosasa uchidae (Makino) Makino
- Sasa akagiensis Koidz.
- Sasa akitensis Nakai
- Sasa arakiyeitiana Koidz.
- Sasa blepharodes Koidz.
- Sasa buddhistica Koidz.
- Sasa capillaris Nakai
- Sasa coreana Nakai
- Sasa hayachinecola Makino ex Koidz.
- Sasa hirta (Koidz.) Tzvelev
- Sasa intercedens Koidz.
- Sasa jotanii (Kenji Inoue & Tanim.) M.Kobay.
- Sasa kariwaensis Koidz.
- Sasa kasimontana Nakai
- Sasa kassizanensis Koidz.
- Sasa koidzumii Makino ex Koidz.
- Sasa laevissima Koidz.
- Sasa megalophylla var. ohdana (Koidz.) Sad.Suzuki
- Sasa megalophylla f. pankensis (Nakai) Sad.Suzuki
- Sasa michinokuana Koidz.
- Sasa notoensis Nakai
- Sasa ohdana Koidz.
- Sasa okuyezoensis Koidz.
- Sasa pankensis Nakai
- Sasa pseudocernua var. hirta Koidz.
- Sasa pseudokurilensis Nakai
- Sasa pseudonana Nakai
- Sasa ramosissima Koidz.
- Sasa sacrariocola Koidz.
- Sasa septentrionalis var. pankensis (Nakai) Sad.Suzuki
- Sasa spiculosa var. hirta (Koidz.) Tzvelev
- Sasa sugawarae Nakai
- Sasa sylvatica Tatew.
- Sasa uchidae Makino
- Sasa vulcanica Koidz.
- Sasa yasokichii Tatew. & Tomooka
- Sasa yezo-alpina Nakai
- Sasaella yasaburoana Koidz.[3]